# キャリア (人材サービス)
株式会社キャリア（英: CAREER CO., LTD.）は、東京都世田谷区に本社を置き、全国に28支店（2024年9月30日現在）を展開、「高齢化社会型人材サービス」として、人材派遣業・人材紹介業を実施している企業。
東京証券取引所グロース市場に上場し、証券コードは6198。

## 事業

### シニアワーク事業
主にコールセンター、公共機関における事務作業を行うホワイトカラー職種とビルメンテナンス、ベッドメイキング、ロジスティックスなどの身体的な作業を行うブルーカラー職種との2つの分野においてアクティブシニアの人材派遣、人材紹介及び業務請負を実施。
※アクティブシニア：55歳以上の働く意欲のある人

### シニアケア事業
主に介護施設に対して、看護師や介護士等の有資格者の人材派遣、人材紹介及び紹介予定派遣、その他に訪問介護事業を実施。

## 沿革
- 2009年4月 - 株式会社キャリアを設立
- 2010年2月 - オフィス向けシニア人材派遣を開始
- 2012年
  - 10月 - ロジスティックス業界向けのシニア人材派遣を開始
  - 12月 - プライバシーマーク認証取得
- 2016年6月 - 東京証券取引所マザーズ市場へ上場
- 2017年6月 - 株式会社JR西日本キャリアを設立
- 2019年1月 - 株式交換により、株式会社キューボグループを完全子会社化
- 2020年4月 - 株式会社ジョブコラボを設立
- 2021年
  - 3月 - 株式会社ウェルネスキャリアサポートを設立
  - 5月 - 陸上自衛隊中央会計隊主催の一般競争入札「新型コロナウイルスワクチン接種における看護師の派遣」を落札
- 2022年3月 - 株式会社プレニチュードを設立

## 子会社
- 株式会社キューボグループ
- 株式会社キューボ
- 株式会社ジョブコラボ
- 株式会社ウェルネスキャリアサポート
- 株式会社プレニチュード

## 関連会社
- 株式会社JR西日本キャリア